# Cont bancar

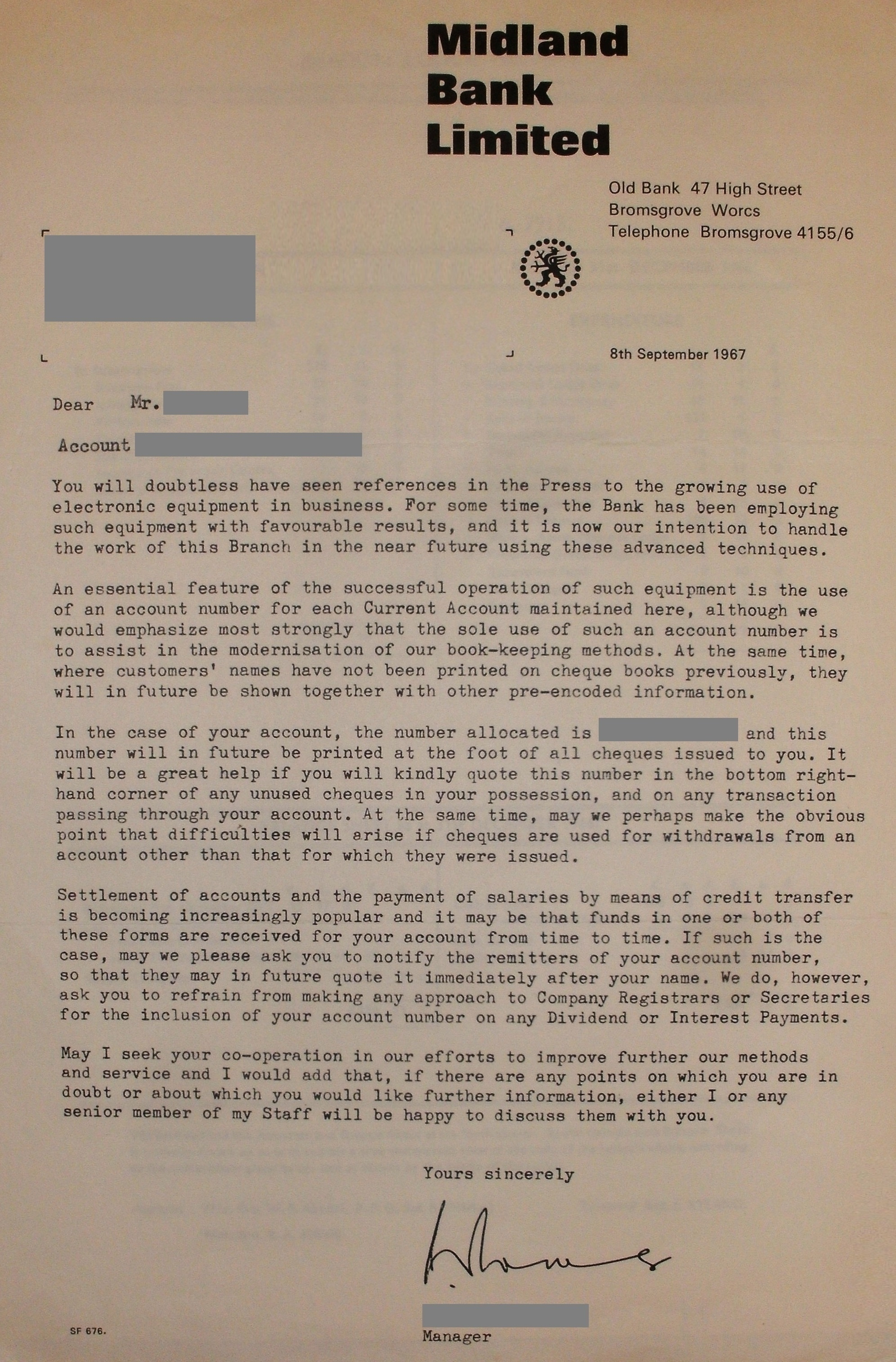
Scrisoare din 1967 a băncii Midland către clientul său, dl. …, prin care acesta este informat despre introducerea procesării electronice a datelor și despre alocarea numerelor de cont pentru conturile curente.

Un cont bancar este un cont financiar gestionat de o bancă sau o altă instituție financiară, în care sunt înregistrate tranzacțiile financiare între bancă și client. Fiecare instituție financiară stabilește termenii și condițiile specifice fiecărui tip de cont oferit, iar acestea sunt clasificate în categorii uzuale, cum ar fi conturi de depozit, conturi de card de credit, conturi curente, conturi de împrumut sau multe alte tipuri de conturi. Un client poate deține mai multe conturi simultan. După deschiderea unui cont, fondurile încredințate de client instituției financiare sub formă de depozit sunt înregistrate în contul desemnat de acesta, iar acestea pot fi retrase conform termenilor stabiliți.
Tranzacțiile financiare efectuate într-un cont bancar într-o perioadă determinată sunt reflectate într-un extras de cont furnizat clientului, iar soldul conturilor unui client, care poate fi pozitiv sau negativ, indică situația sa financiară față de instituție în orice moment al perioadei respective.

## Natura unui cont bancar
În majoritatea sistemelor juridice, depozitul de fonduri într-o bancă nu constituie un împrumut de folosință; adică, fondurile efectiv depuse de o persoană într-o bancă încetează să fie proprietatea depunătorului și devin proprietatea băncii. Depunătorul dobândește un drept de restituire față de bancă pentru suma depusă, ceea ce înseamnă că are dreptul să recupereze suma, dar nu asupra numerarului efectiv predat băncii. Din punct de vedere contabil, banca creează („deschide”) un cont pe numele depunătorului sau al unei persoane desemnate de către acesta, în care suma primită este înregistrată ca o tranzacție. Contul de depozit reprezintă o obligație a băncii și un activ al depunătorului (titularul contului).
Pe de altă parte, o bancă poate împrumuta o parte sau întreaga sumă pe care o are în depozit către terți. Aceste conturi, de obicei denumite conturi de împrumut sau de credit, sunt supuse unor principii similare, dar inverse față de un cont de depozit. Din punct de vedere contabil, un cont de împrumut reprezintă un activ al băncii și o obligație a împrumutatului. Conturile de împrumut pot fi neasigurate sau asigurate cu garanții din partea împrumutatului, iar acestea pot fi garantate de o terță persoană, cu sau fără garanție.
Fiecare instituție financiară stabilește termenii și condițiile pentru fiecare tip de cont pe care îl oferă, iar atunci când un client solicită deschiderea unui cont și este acceptat de instituție, se formează contractul între instituția financiară și client, în legătură cu contul respectiv.
Legislația fiecărei țări precizează modul în care conturile bancare pot fi deschise și operate. Aceasta poate specifica cine poate deschide un cont, de exemplu, modul în care semnatarii se pot identifica, limitele de depunere și retragere, printre alte cerințe. De asemenea, poate include informații despre tipurile de conturi, cum ar fi conturile care generează dobândă sau conturile curente, și despre posibilitatea deschiderii unui cont comun (pentru mai multe persoane), în care toți titularii au drepturi și responsabilități egale.
Vârsta minimă pentru deschiderea unui cont bancar este, de obicei, de 18 ani. Totuși, în unele țări, vârsta minimă pentru deschiderea unui cont poate fi de 16 ani, iar conturile pot fi deschise pe numele minorilor, dar administrate de părintele sau tutorele acestora. În general, deschiderea unui cont pe un nume fals este ilegală.

## Structura contului
Din perspectiva clientului, conturile bancare pot avea un sold pozitiv (sold de credit), atunci când instituția financiară datorează bani clientului, cum este cazul conturilor de economii care pot genera dobândă, sau un sold negativ (sold de debit), atunci când clientul datorează bani instituției financiare, așa cum se întâmplă într-un cont de împrumut.
În mod general, conturile care dețin solduri de credit sunt denumite conturi de depozit, iar cele care dețin solduri de debit sunt denumite conturi de împrumut. Unele conturi pot trece de la solduri de credit la solduri de debit și invers. De exemplu, conturile curente sunt un tip de cont de depozit, destinate tranzacțiilor zilnice, în care soldul poate fluctua în funcție de depuneri și retrageri, având atât posibilitatea de credit, cât și de debit.
Anumite conturi sunt clasificate în funcție de funcția lor, mai degrabă decât de natura soldului. Astfel, conturile de economii, care de obicei au solduri de credit, sunt destinate economisirii pe termen lung și pot oferi dobândă. Aceste conturi sunt menținute pentru a încuraja economiile periodice ale clientului.
Instituțiile financiare utilizează un sistem de numerotare a conturilor pentru a identifica fiecare cont, ceea ce este esențial având în vedere că un client poate deține mai multe conturi, cum ar fi un cont curent pentru tranzacțiile zilnice și un cont de economii pentru economii pe termen lung.
Această diagramă reflectă interdependențele dintre conturi și modul în care soldul și tranzacțiile sunt gestionate într-un sistem bancar, ilustrând procesul de înregistrare și actualizare a fondurilor în cadrul unui cont:

## Tipuri de conturi bancare
Fiecare instituție financiară își denumește în mod propriu conturile oferite clienților, însă acestea pot fi încadrate în următoarele categorii.

### Conturi tranzacționale
Aceste conturi sunt destinate utilizării frecvente pentru operațiuni zilnice precum primirea salariilor, plata facturilor și efectuarea de transferuri.
- Cont curent (standard, pentru persoane fizice și juridice)
- Cont de plăți (emitere cecuri și plăți electronice)
- Con de ordin de retragere negociabil (din SUA, cu dobândă și sold minim necesar)
- Cont virtual/digital (exclusiv online)
- Cont pentru minori (administrat de părinte/tutore)
- Cont de plată cu servicii de bază (reglementat de directiva 2014/92/UE)
- Cont curent premium (cu limite mari și servicii exclusive)
- Cont de trezorerie personală (pentru gestionarea lichidității și instrumente de piață monetară)
- Cont de familie (pentru administrarea financiară)
- Cont de structurare patrimonială (pentru holdinguri, trusturi, fundații familiale)

### Conturi de economii
Aceste conturi sunt destinate pentru păstrarea banilor pe termen mediu/lung, cu dobândă și limitări la tranzacții.
- Contul de economii standard (dobândă, tranzacții limitate lunar)
- Contul de economii pe piața monetară (dobânzi mai mari, dar cu sold minim ridicat)
- Depozitul la termen (cu sumă blocată, dobândă fixă și penalități la retragere anticipată)
- Contul de economii scutit de impozit pe dobândă (ex. UK, Canada)
- Contul de pensie (cum ar fi Pilonul III)
- Contul pentru educație (economisire destinată studiilor)

### Conturi de împrumut (credit)
Aceste conturi au fonduri împrumutate de bancă clientului, cu rambursări și dobânzi.
- Contul de credit ipotecar (credit garantat cu ipotecă)
- Cont descoperit (sau overdraft, cu retragere peste sold)
- Cont de împrumut personal (credit negarantat cu rambursări lunare)
- Cont de transfer automat (sweep account ce mută automat fonduri excedentare pentru maximizarea dobânzii)

### Alte tipuri de conturi bancare
- Cont comun („joint account”, deținut și operat de mai multe persoane)
- Cont bancar numerotat (unde este folosit un cod numeric în loc de nume)
- Cont cu cost reduse (pentru persoane vulnerabile)
- Cont escrow (fonduri ținute de terți până la îndeplinirea condițiilor)
- Cont pentru valori mobiliare (achiziție, deținere, vânzare de acțiuni sau obligațiuni)
- Cont de custodie (fonduri sau active deținute de bancă în numele clientului)
- Cont multivalută (de pe care se pot efectua operațiuni în mai multe monede)
- Cont cu IBAN virtual (un subcont cu IBAN unic, folosit pentru comerțul online)
- Cont offshore (deschis în altă jurisdicție decât cea de rezidență)
- Cont de capital social (deschis înainte de înregistrarea unei companii)
- Cont pentru granturi (pentru încasarea sumelor nerambursabile de la stat)
- Cont colector (pentru afacerile care au încasări în mai multe locații)